# Eberhard von Claer
Eberhard Gabriel Laurenz von Claer (né le 9 août 1856 à Lüben et mort le 28 avril 1945 à Langensalza) est un général d'infanterie prussien.

## Biographie

### Origine
Il est issu de la famille noble huguenote de Clair et est le fils du futur lieutenant-général prussien Otto von Claer (de) (1827-1909) et de son épouse Maria, née Spitz (1834-1895). Elle est la fille du conseiller de la cour et trésorier de l'université de Bonn Joseph Andreas Spitz.
Avec l'approbation du 28 avril 1882, la famille obtient l'autorisation de porter le nom de von Claer au lieu de de Claer comme auparavant.

### Carrière militaire
Claer étudie au corps des cadets puis s'engage le 19 avril 1873 dans le régiment de fusiliers de la Garde de l'armée prussienne à Berlin en tant que sous-lieutenant, brevet obtenu le 9 août Du 2 juin 1877 au 1er août 1879, il est adjudant de bataillon. Il étudie à l'académie militaire du 1er octobre 1879 au 16 juillet 1882. Durant cette période, il est commandé du 1er juillet au 30 septembre 1880 pour servir dans le 4e régiment de dragons (pl) à Lüben puis du 23 juillet au 30 septembre 1881 dans le 2e régiment d'artillerie de campagne à Stettin et est promu premier lieutenant le 13 mai 1882. Le 15 avril, il est commandé à partir du 1er mai 1884 pour servir d'abord un an au Grand État-Major général pour un an, puis prolongé pour une année supplémentaire. Claer est relevé de son commandement le 17 avril 1886 et le 22 février 1887, il est affecté à la suite de son régiment comme adjudant à la 3e brigade d'infanterie de la Garde à Berlin. Avec sa promotion au grade de capitaine, il est relevé de son commandement le 22 juin 1888, réintégré dans son régiment et nommé commandant de compagnie. Le 26 février 1891, Claer est affecté au ministère de la Guerre. Tout en restant à la suite de son régiment et en conservant son commandement, il est nommé adjudant du commandement général du corps de la Garde. Libéré de ce commandement et muté au ministère de la Guerre le 25 mars 1893, il est promu major le 19 décembre de la même année.

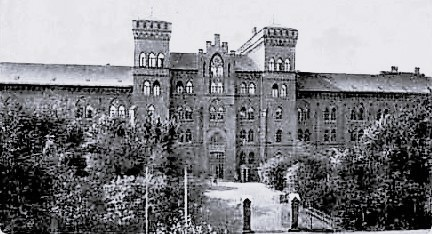
.

Il est nommé commandant du 4e (demi-)bataillon dans le 76e régiment d'infanterie, il est muté à Hambourg le 18 août 1894. Le commandement du 3e bataillon à Lübeck lui est confié le 18 juin 1895. À l'occasion de l'augmentation de l'armée, il est muté le 22 mars 1897 dans le 162e régiment d'infanterie (de), formé le 1er avril 1897 et est nommé commandant du 2e bataillon. Le bataillon de Lübeck du 76e régiment est transféré au 162e régiment. Le régiment, désormais stationné uniquement à Hambourg, reçoit en même temps son nouveau 3e bataillon issu de la fusion de son 4e demi-bataillon avec celui du 75e régiment d'infanterie (de) de Brême.
Après Ratzeburg, Claer est nommé le 21 avril 1898 commandant du 9e bataillon de chasseurs à pied (de) au plus haut grade militaire de la ville. Il est nommé à l'état-major du 3e régiment de grenadiers de la Garde à Charlottenbourg le 30 juin et est promu lieutenant-colonel le 22 juillet 1900. Du 24 juin au 8 août 1901, il est affecté au recrutement de la 79e brigade d'infanterie à Paderborn. Promu colonel en 1902, il est nommé commandant du 5e régiment de grenadiers de la Garde à Spandau l'année suivante.
Le 26 février 1907, il devient commandant du 11e brigade d'infanterie dans le Brandebourg et est promu major général le mois suivant, le 22 mars Le 22 mars 1910, il est promu lieutenant-général et remplace le 12 avril le général Karl von Plettenberg au poste de commandant de la 22e division d'infanterie à Cassel. Enfin, le 13 juin 1911, il remplace le général von Oertzen au poste de commandant de la 11e division d'infanterie à Breslau. Nommé chef du corps du génie et inspecteur général des fortifications le 4 janvier 1913, il est ensuite promu général d'infanterie le 22 mars 1914.
Avec la mobilisation de la Première Guerre mondiale, Claer se rend au Grand Quartier général en tant que général du génie. Le 25 août 1914, il est à la tête du 24e corps de réserve, qui vient d'être reconstitué, avant d'être nommé général commandant du 7e corps d'armée (également corps westphalien). À cette époque, il combat sur l'aile droite de la seconde armée sur les hauteurs à l'est du canal Aisne-Marne. Début octobre il combat à Arras dans la 6e armée du prince héritier de Bavière. Lors de la bataille de printemps de La Bassée et d'Arras, Claer est rappelé le 29 juin 1915 pour retourner à son premier poste au Grand Quartier général.
Dans le même temps, l'empereur Guillaume II lui décerne l'ordre Pour le Mérite en reconnaissance de ses services. La tâche qui lui est confiée au GQG l'incite à remettre sa lettre de démission. Celle-ci est acceptée le 3 juillet 1916 et Claer est mis à la suite du 5e régiment de grenadiers de la Garde.

### Famille
Claer se marie avec Magdalena von Heyden (1865-1944) à Dresde le 27 décembre 1885. De ce mariage, sont nés :
- Erna (née en 1886) ;
- Otton (né en 1887) ;
- Bernhard (1888-1953), lieutenant général allemand ;
- Wichard (1890-1914), tué près de Liège comme lieutenant prussien dans le 83e régiment d'infanterie ;
- Helmut (1895-1914), tué à Normée en tant que lieutenant prussien dans le 3e régiment de grenadiers de la Garde ;
- Marie (1896-1904).

Eberhard von Claer est enterré aux côtés de sa femme au cimetière des Invalides à Berlin. La tombe, qui est détruite après la guerre, est marquée par une pierre de restitution après 1989.

## Décorations
- Ordre de l'Aigle rouge de 2e classe avec étoile et des feuilles de chêne[1]
- Ordre de la Couronne de 1re classe[1]
- Croix de récompense de service prussien[1]
- Ordre du mérite militaire bavarois de 1re classe[1]
- Officier de l'Ordre d'Albert[1]
- Commandeur de l'Ordre persan du Lion et du Soleil[1]
- Croix de fer (1914) de 2e et 1re classe